# Hutton (Somerset)
Pour les articles homonymes, voir Hutton.
Hutton est une paroisse civile et un village du Somerset, en Angleterre.